# Beyernaumburg
Beyernaumburg è un ex comune tedesco di 778 abitanti, situato nel land della Sassonia-Anhalt.
Dal 1º gennaio 2010 Beyernaumburg, insieme agli altri comuni di Emseloh, Holdenstedt, Liedersdorf, Mittelhausen, Niederröblingen, Nienstedt, Pölsfeld, Sotterhausen e Wolferstedt, è stato incorporato come frazione nella città di Allstedt.

## Note

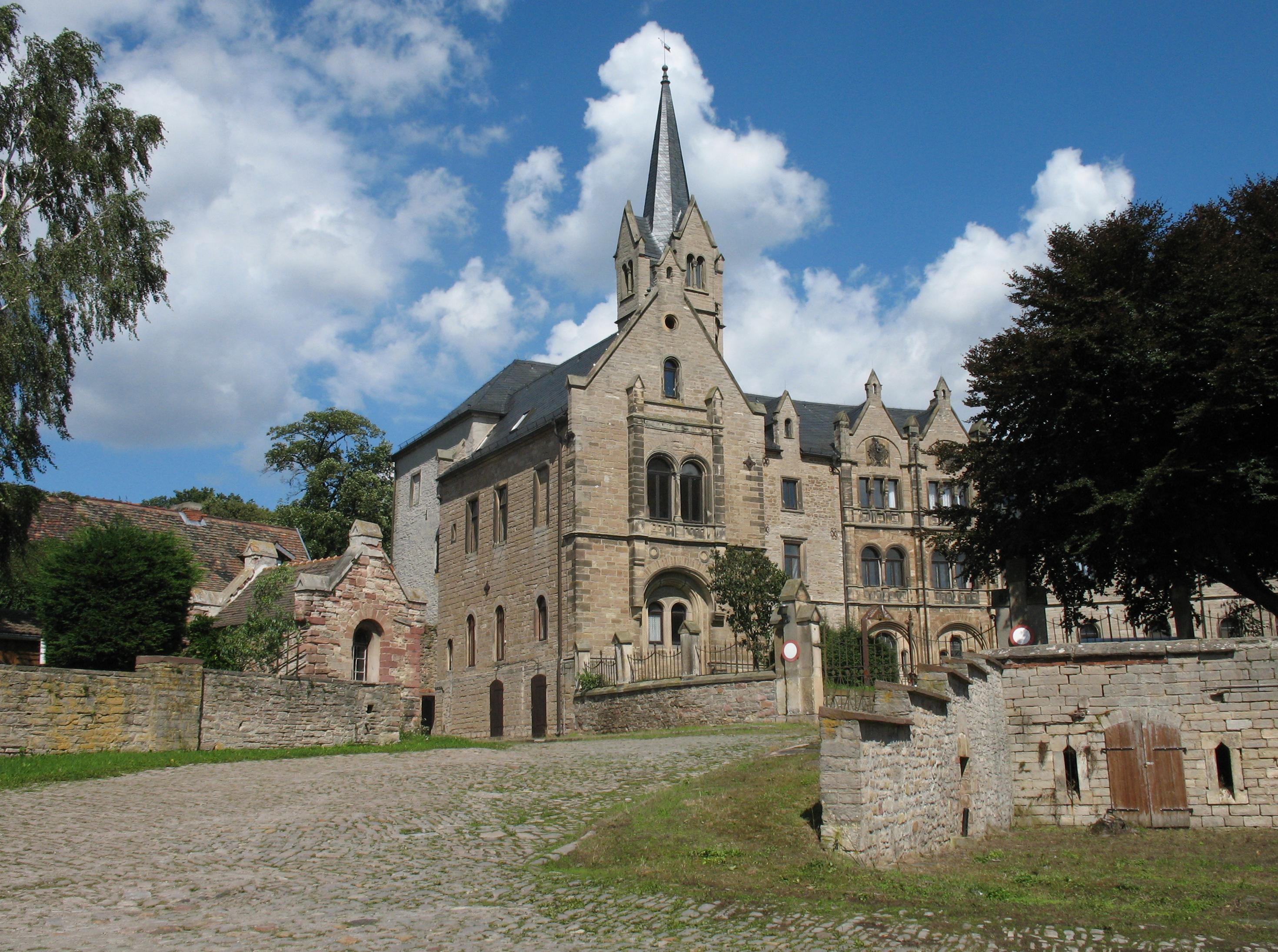
Castello di Beyernaumburg